# (73413) 2002 LE28
(73413) 2002 LE28 – planetoida z pasa głównego asteroid okrążająca Słońce w ciągu 5,43 lat w średniej odległości 3,09 j.a. Odkryta 9 czerwca 2002 roku.